# یکشنبه روز زمین
یکشنبه روز زمین (به انگلیسی: Earth Day Sunday)، یک روز تعطیل نیمه‌مذهبی است که برخی از کلیساهای مسیحی در ایالات متحده آن را در یکشنبه پیش از روز زمین جشن می‌گیرند (یکشنبه روز زمین، همیشه در سومین یکشنبه ماه آوریل است). روز افزایش آگاهی نسبت به موضوع محیط زیست است. یکشنبه روز زمین با نام یکشنبه زمین (Earth Sunday) نیز شناخته می‌شود.